# Ecliptopera delecta
Ecliptopera delecta es una especie de polilla de la familia Geometridae. La especie fue descrita por primera vez por Arthur Gardiner Butler en 1880 con distribución en las Montañas Khasi de Meghalaya, India y otras regiones del noreste de Himalaya.

## Descripción
Es una polilla mediana con una envergadura de 40 milímetros (1,6 plg). Las alas superiores son de color negro-marrón, con la cuarta sección basal limitada por una línea blanca-amarillenta pálida, que emite una bifurcación oblicuamente hacia atrás hacia el margen interno, y dos vetas casi longitudinales hacia adelante para unirse a una doble franja del mismo color y que corre oblicuamente a través del centro del ala.
La línea interna de la franja central se curva hacia adelante y hacia arriba hasta encerrar una gran mancha parcialmente hendida del color de fondo. Las venas externas son blanquecinas o amarillas.
El cuerpo es blanquecino con las tégulas y lados del abdomen marrones. Las alas inferiores son más grises que Las superiores y de color cobrizo hacia el ápice, con marcas menos prominentes. La mancha discocelular es negra y prominente.

### Especies similares
Tiene gran parecido con la Arichanna interplagata del que se diferencia en que la primera línea del ala anterior está más alejada de la base y se bifurca hacia el margen interno. Las marcas antemediales se reducen a una línea oblicua doble desde la costa por delante del centro hasta las marcas del área externa, y se unen a la primera línea mediante estrías en la celda y por encima de la vena 1. Las marcas del área externa se reducen, unidas solo por dos líneas posmediales desde la costa, dentadas en la vena 3, y dejando dos manchas negras lunuladas en el margen.
Tiene cierto parecido con la Ecliptopera mixtilineata la cual tiene la primera línea del ala anterior agudamente angulada y se une a las marcas del área externa bajo la vena 2. Por otra parte, las marcas antemediales de la E. mixtilineata son más oblicuas y se unen mediante estrías en las venas 3 y 4 a las marcas del área externa.